# Клайнлютцель
Клайнлютцель (нем. Kleinlützel) — коммуна в Швейцарии, в кантоне Золотурн. Является анклавом полукантона Базель-Ланд.
Входит в состав округа Тирштайн. Население составляет 1258 человек (на 31 декабря 2007 года). Официальный код — 2619.